# Adriane Vidal
Adriane Aparecida Vidal Costa é uma professora, historiadora e intelectual brasileira. Sua principal área de contribuição é na História das Américas, atuando principalmente nas seguintes áreas de pesquisa: história intelectual, história e literatura, história dos exílios na América Latina, esquerdas latino-americanas, movimentos sociais na América. Atualmente é professora titular de História das Américas na Universidade Federal de Minas Gerais .

## Carreira
Adriane Vidal Aparecida Costa é uma historiadora brasileira, doutora em História pela Universidade Federal de Minas Gerais (UFMG), onde também concluiu seu mestrado e graduação em História. Sua pesquisa acadêmica é focada nas interações entre literatura, política e história na América Latina.
Durante seu doutorado, realizado entre 2005 e 2009, na UFMG, Adriane Vidal Aparecida Costa explorou o tema "Intelectuais, política e literatura na América Latina: o debate sobre revolução e socialismo em Cortázar, García Márquez e Vargas Llosa (1958-2005)"., sob orientação de Kátia Gerab Baggio. Suas investigações abordaram as esquerdas latino-americanas e o papel dos intelectuais engajados como Julio Cortázar, Gabriel García Márquez e Mario Vargas Llosa. Apresenta, nesse sentido, uma perspectiva voltada para a relação entre as fontes históricas e a literatura.
Anteriormente, durante seu mestrado (2001-2003), também na UFMG, estudou Pablo Neruda, focalizando sua dissertação em "Pablo Neruda: uma poética engajada". Como bolsista do Conselho Nacional de Desenvolvimento Científico e Tecnológico (CNPq), ela explorou as culturas políticas na América Latina e o engajamento de intelectuais como Neruda nos movimentos de revolução e transformação social na região.
Na Universidade Federal de Minas Gerais, fundou e coordenou o Núcleo de Pesquisa em História das Américas (NUPHA/UFMG), entre 2017 e 2019. Atualmente, coordena o projeto de pesquisa e extensão "Grupo de História Intelectual: pesquisa, extensão e divulgação científica", que tem por interesse promover o avanço do conhecimento na área de História Intelectual, estabelecendo uma plataforma colaborativa e interdisciplinar, que envolve pesquisadores e professores de diversas áreas, assim como, uma integração junto à sociedade em geral. 
No biênio 2014-2016, foi Editora Chefe da Revista da ANPHLAC e, no biênio 2016-2018, foi presidente da Associação Nacional de Pesquisadores e Professores de História das Américas (ANPHLAC). Atualmente, é membro de Comitê de Coordenação do Centro de Estudos Latino-Americanos (CELA-UFMG), vinculado à Diretoria de Relações Internacionais da UFMG, e Coordena a Coleção América Latina da Editora Fino Traço. 